# Ван дер Слот, Питер
Питер ван дер Слот (нидерл. Pieter van der Sloot; 1 мая 1926, Амстердам — 20 февраля 2014, Тельгте, Северный Рейн-Вестфалия) — нидерландский балетмейстер.
Родился в семье банковского служащего и артистки оперетты. Учился классическому танцу в Париже у Ольги Преображенской, в Лондоне у Веры Волковой и Лидии Кякшт, в Амстердаме у Игоря Швецова, занимался также современным танцем под руководством Ивонны Георги. В 1930-е гг. эпизодически выступал на нидерландской балетной сцене, но настоящую известность приобрёл после Второй мировой войны как постановщик. В 1947 году стоял у истоков Балета Нидерландов, открывшегося спектаклем «Букет невесты» (нидерл. Het bruidsboeket) на музыку Антонина Дворжака в его постановке; в дальнейшем вплоть до 1954 года ставил балеты с этой труппой. На рубеже 1940—1950-х гг. также сотрудничал с балетными труппами Сони Гаскелл, поставив, в частности, балет «Старый Амстердам: книга с картинками» (нидерл. Oud Amsterdams prentenboek; 1950) по мотивам Гербранда Бредеро на музыку К. Ф. Руппе и Юлиуса Рёнтгена.
После 1954 года карьера ван дер Слота протекала преимущественно за пределами Нидерландов. Сперва вместе с Витторио Росси основал в Риме Театр балета (итал. Teatro del Balletto) и оставался его балетмейстером до 1967 года. Среди постановок ван дер Слота в этом театре — балет «Реквием по одной судьбе» (итал. Requiem per un destino; 1967), для которого Эннио Морриконе переписал свою музыку из кинофильма «Человек наполовину» (1966, режиссёр Витторио Де Сета). Другой важнейшей работой ван дер Слота был балет «Смерть оленя» (итал. La morte del cervo; 1965, по сказке Габриэле Д’Аннунцио). Одновременно ван дер Слот работал как хореограф на киностудии «Чинечитта».
С 1969 г. жил в Германии, сперва как артист и хореограф Городского театра, а с 1977 г. как руководитель собственного Мюнстерского театра танца (нем. Tanztheater Münster), вёл также преподавательскую работу.
Награждён крестом Ордена «За заслуги перед Федеративной Республикой Германия» (2001).